# Unión Panamericana de Taekwondo
La Unión Panamericana de Taekwondo (en inglés, Pan American Taekwondo Union, o PATU) es la institución que se dedica a regular las normas del taekwondo en América, así como de celebrar periódicamente competiciones y eventos en cada una de sus disciplinas. Es una de las cinco organizaciones continentales que componen a la Federación Mundial de Taekwondo (WTF).
Cuenta en 2016 con la afiliación de 42 federaciones nacionales americanas.

## Eventos
La PATU organiza anualmente muchas competiciones internacionales en cada una de sus disciplinas, entre las más importantes están las siguientes:
- Campeonato Panamericano de Taekwondo
- Campeonato Panamericano Junior de Taekwondo

## Federaciones nacionales
Antigua y Barbuda
 Antillas Neerlandesas
 Argentina()
 Aruba
 Bahamas
 Barbados
 Belice
 Bermudas
 Bolivia()
 Brasil
 Canadá
 Chile()
 Colombia()
 Costa Rica()
 Cuba
 Dominica
 República Dominicana()
 Ecuador()
 El Salvador()
 Estados Unidos()
 Granada
 Guatemala()
 Guyana
 Haití
 Honduras
 Islas Caimán
 Islas Vírgenes Británicas
 Islas Vírgenes de los Estados Unidos
 Jamaica
MéxicoFMTKD()
 Nicaragua
Panamá()
Paraguay()
Perú()
 Puerto Rico()
 San Cristóbal y Nieves
 Santa Lucía
 San Vicente y las Granadinas
 Surinam
 Trinidad y Tobago
Uruguay
Venezuela()